# Eucurtiopsis elongatus
Eucurtiopsis elongatus är en skalbaggsart som först beskrevs av Michael S. Caterino 2000.  Eucurtiopsis elongatus ingår i släktet Eucurtiopsis och familjen stumpbaggar. Inga underarter finns listade i Catalogue of Life.